# 环帕明
环帕明是一种有机化合物，化学式为C18H20N2，属于四环类抗抑郁药（TeCA），从未上市。